# Tachibana Koichirō
Tachibana Koichirō (立 花 一郎, 20 de marzo de 1861 - 15 de febrero de 1929) fue un general del Ejército Imperial Japonés y, más tarde, un político en la Dieta del Imperio del Japón.

## Biografía
Tachibana era el hijo mayor de una familia de samuráis del dominio de Miike (actualmente Ōmuta, Fukuoka). En diciembre de 1883 entró en la sexta clase del predecesor de la Academia del Ejército Imperial Japonés y fue comisionado como segundo teniente en el incipiente Ejército Imperial Japonés. Se graduó con honores en la quinta clase de la Escual Militar en diciembre de 1889 y fue asignado a la Oficina del Estado Mayor del Ejército Imperial Japonés. Durante la primera guerra sino-japonesa, Tachibana sirvió como personal del Primer Ejército Japonés. Después del final de la guerra, desde 1896 hasta 1899, fue enviado a Austria-Hungría para entrenarse.
A su regreso, Tachibana fue asignado al Ejército Japonés de Guarnición de China, convirtiéndose en asesor militar de Yuan Shikai. Tras su vuelta a Japón se convirtió en el jefe de la oficina del Departamento de Personal del Ministerio de Guerra de Japón.
Con el inicio de la guerra ruso-japonesa, Tachibana fue el segundo jefe del Estado Mayor del Cuarto Ejército japonés bajo el mando del general Nozu Michitsura. En marzo de 1905 fue ascendido a coronel y recibió la orden de regresar a Japón poco después de la batalla de Mukden para servir en el personal de la Jefatura General Imperial. Fue uno de los representantes de Japón en las negociaciones del Tratado de Portsmouth que pusieron fin a la guerra, y luego permaneció como agregado militar en los Estados Unidos.
En agosto de 1908, Tachibana fue ascendido a general de brigada y comandó la 22.ª Brigada de Infantería, seguida por la 30.ª Brigada de Infantería y la 1.ª Brigada de la Guardia Imperial. Posteriormente fue jefe del Kempeitai bajo el gobierno elegido. En agosto de 1914, Tachibana fue ascendido a general de división. Luego comandó la 19.ª División de Infantería, la 4.ª División de Infantería y fue el primer comandante en jefe del recién formado Ejército Kwantung de 1919 a 1921.
En agosto de 1920, Tachibana fue ascendido a general de cuerpo de ejército y desde enero de 1921 a noviembre de 1922 fue nombrado comandante jefe final de la fuerza expedicionaria japonesa en la intervención en Siberia. Luego sirvió en el Consejo Supremo de Guerra. Ingresó en las reservas en marzo de 1923 y fue ennoblecido con el título de Barón (danshaku) bajo el sistema de pares kazoku en octubre del mismo año. Desde agosto de 1924 hasta agosto de 1925, Tachibana se desempeñó como alcalde de la ciudad de Fukuoka.
Desde julio de 1925 hasta su muerte en febrero de 1929, ocupó un asiento en la Cámara de los Pares en la Dieta de Japón.